# Fujoshi

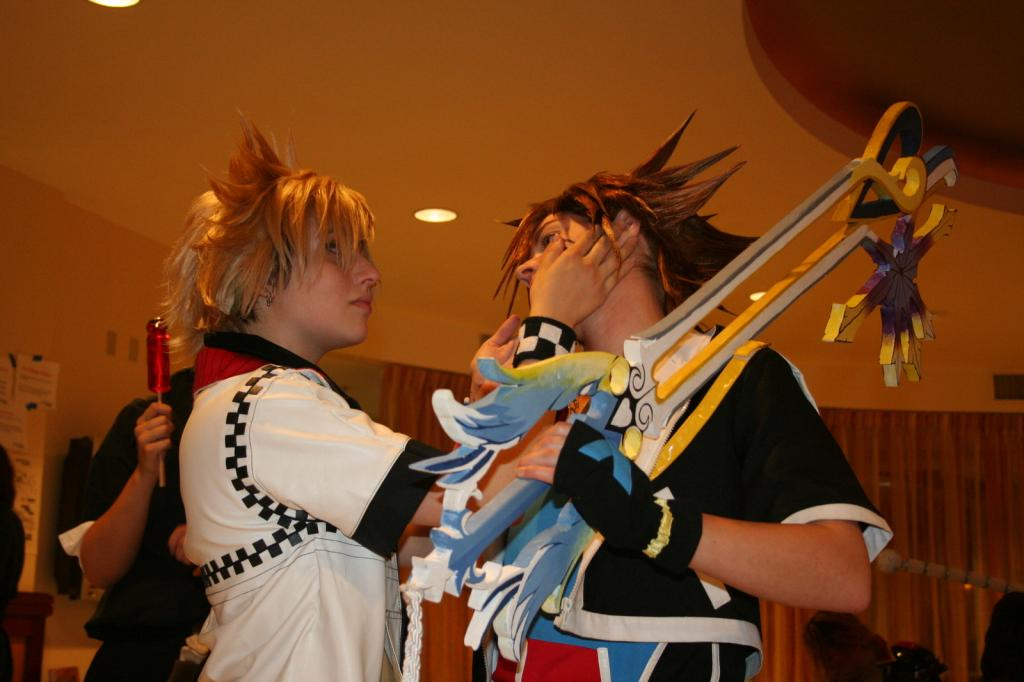
ㅤㅤㅤㅤㅤㅤ ㅤㅤㅤ

Hủ nữ, gọi đầy đủ là Hủ nữ tử (腐女子, ふじょし, Fujoshi), dùng cho các nhân vật nữ trong truyện tranh Nhật Bản, mà các nhân vật này lại thích BL (Boy's love), và cũng có người lại thích GL (Girl's love) sống trong mơ tưởng tình yêu giữa nam với nam và giữa nữ với nữ. Đây là một từ Nhật gốc Hán, bắt nguồn từ cách dùng của người Nhật (tức từ chữ Hán Nhật - Kanji). Chữ Hủ (腐) trong từ Hủ nữ (腐女) nghĩa gốc chữ Hán là "cổ hủ" (rất cũ, cổ lỗ sĩ, lạc hậu), nhưng do đây là từ Hán Nhật nên nghĩa trong tiếng Nhật lại là "vô phương cứu chữa", "hết cách", "bó tay". Cách gọi này hài hước trào lộng vì trong tiếng Nhật phát âm giống từ Phụ nữ tử (妇女子 - nghĩa là phụ nữ)（ふじょし - Fujoshi).